# Filpișu Mare
Filpișu Mare (węg. Magyarfülpös) – wieś w Rumunii, w okręgu Marusza, w gminie Breaza. W 2011 roku liczyła 836 mieszkańców.